# تنفويل بارب

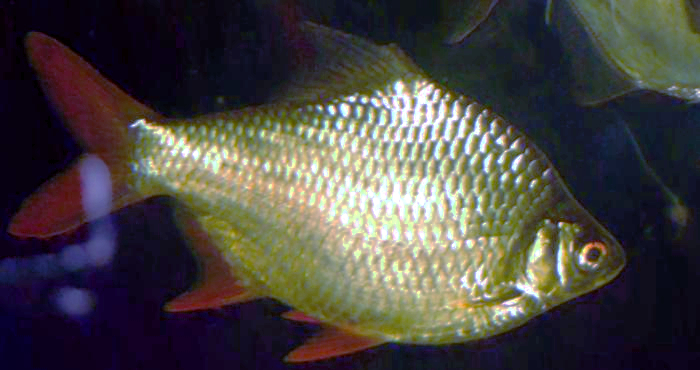

تنفويل بارب تنتمي لعائلة شبوطيات  .